# 완주군 (1963년 선거구)
완주군은 대한민국의 옛 국회의원 선거구이다. 당시 전라북도 완주군 지역을 관할했다.

## 역사
제6대 국회의원 선거를 앞두고 완주군 갑, 완주군 을 선거구가 통합되면서 신설되었다.
제9대 국회의원 선거를 앞두고 전주시 선거구와 통합되어 전주시·완주군 선거구를 이루게 됨에 따라 폐지되었다.

## 역대 국회의원
| 선거   | 정당 | 정당       | 의원   |
| ------ | ---- | ---------- | ------ |
| 1963년 |      | 민주공화당 | 최영두 |
| 1967년 |      | 민주공화당 | 류범수 |
| 1971년 |      | 민주공화당 | 유기정 |

## 역대 선거 결과

### 대한민국 제6대 국회의원 선거
|  | 42.28% |

|  | 18.67% |

|  | 18.41% |

|  | 11.86% |

|  | 8.75% |

### 대한민국 제7대 국회의원 선거
|  | 53.68% |

|  | 29.54% |

|  | 10.55% |

|  | 3.91% |

|  | 2.29% |

### 대한민국 제8대 국회의원 선거
|  | 52.35% |

|  | 47.05% |

|  | 0.43% |

|  | 0.15% |